# Torrestir
O grupo Torrestir, empresa sediada em Braga, Portugal iniciou a sua actividade no ano de 1962, sendo o seu objectivo o transporte rodoviário de mercadorias. Hoje em dia a empresa, tem ao dispor dos seus clientes mais serviços, sendo eles distribuição porta-a-porta, transporte nacional, transporte internacional rodoviário, transitário de carga aérea e marítima, logística e armazenagem, e por último mudanças (Torrestir 1, 2006).
A Torrestir, conta nos seus quadros com cerca de 1975 trabalhadores, tendo filiais em várias zonas de Portugal e também na Europa, estando presente em Espanha e ainda na Alemanha.Fora do continente Europeu possui filiais em países como Angola, Moçambique e Brasil.

## Serviços

### Logística
Na área da logística a Torrestir dispõe de plataformas próprias espalhadas pelo país de modo a ter um desempenho eficaz no que diz respeito a tempos de trânsito e ao acesso dos clientes.
Dispõe ainda de um sistema informático que permite aos clientes visualizar todo o processo logístico.

## Frota
Esta empresa possui vários tipos de veículos, num total de 1634 veículos próprios, adequando-se assim a cada tipo de serviço, veículos esses que vão desde o comercial ligeiro até ao Camião de peso bruto de 40 toneladas.

## Factos relevantes
Em Abril de 2007, a Torrestir recebeu The Bizz Award, um prémio internacional atribuído pela World Confedereation of Businesses. Entre outros prémios já atribuídos à empresa está o título de World Business Leader e aos seus administradores já foi atribuído o título de Masters in Business Leader (Batalha, 2007).